# Al-Biruni (cráter)

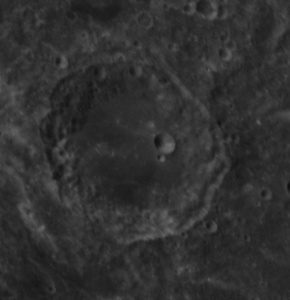
Imagen de la misión Apolo 14

Al-Biruni es un cráter de impacto situado en la cara oculta de la Luna, en una porción de la superficie lunar visible ocasionalmente gracias a los movimientos de libración. En esas circunstancias el cráter es visible lateralmente. Al-Biruni está situado al sur del cráter  Joliot y al nordeste del cráter Goddard.

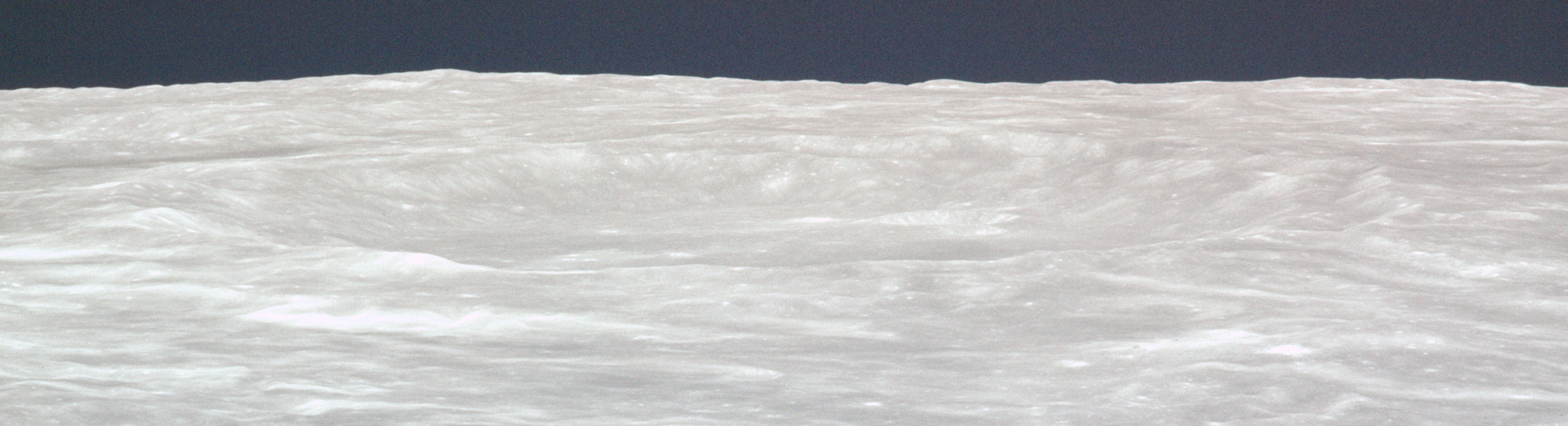
Vista oblicua de Al-Biruni desde el Apolo 17

La forma del borde de Al-Biruni se aproxima a un círculo algo irregular, con una prominencia sobresaliendo de dicho borde en su parte nordeste y un engrosamiento por el interior de su parte oeste. El interior es relativamente llano, con diminutos cráteres repartidos por toda la superficie. Entre ellos destaca, por su mayor tamaño, Al-Biruni C, cerca de la parte nordeste del borde.

## Cráteres satélite
Por convención estos elementos son identificados en los mapas lunares poniendo la letra en el lado del punto medio del cráter que está más cercano a Al-Biruni.
|           | \| Al-Biruni \| Coordenadas \| Diámetro \| \| --------- \| ---------------------------- \| -------- \| \| C \| 18°24′N 93°00′E / 18.4, 93.0 \| 9 km \| |          |
| Al-Biruni | Coordenadas | Diámetro |
| C         | 18°24′N 93°00′E / 18.4, 93.0 | 9 km     |